# Ma famille et le loup
Pour plus de détails, voir Fiche technique et Distribution.
Ma famille et le loup est une comédie dramatique française réalisée par Adrià García et produit par Folivari, Nectarious Films et La Compagnie Cinématographique, sortie en 2019 par Apollo Distribution.

## Synopsis
C'est l'été. Hugo, un petit garçon de neuf ans, va passer l'été dans la maison du bord de mer où son père a grandi. 
C'est Mamie Sara qui a voulu réunir toute la famille pour son anniversaire. 
Un soir, elle raconte qu'un loup viendra la chercher le jour de ses 80 ans, comme convenu il y a très longtemps. 
Pour les adultes, c'est une vieille légende inventée par Mamie Sara, mais pour les enfants, c'est une grande et mystérieuse aventure qui commence.

## Fiche technique
- Titre original : Ma famille et le loup
- Réalisation : Adrià García
- Scénario : Valérie Magis, Stéphane Malandrin, Victor Maldonado, Christine Ponzevera et Alfredo Torres
- Décors : Pierre Quéfféléan
- Costumes : Charlotte Pecquenard
- Photographie : Christophe Duchange
- Montage : Clémence Carré
- Musique : Stephen Warbeck
- Producteurs : Damien Brunner, Didier Brunner et Christine Ponzevera,  Gaëtan David, André Logie
- Producteur exécutif : Antoine Liétout
- Sociétés de production : Folivari, La Compagnie Cinématographique et Panache Productions
- SOFICA : Sofitvciné 6
- Société de distribution : Apollo Films
- Pays d'origine :  France
- Langue originale : français
- Format : couleur
- Genre : Comédie dramatique
- Durée : 80 minutes
- Dates de sortie :
  - France : 21 août 2019

## Distribution
- Carmen Maura : Mamie Sara
- Pierre Rochefort : Arno
- Bruno Salomone : Léon
- Enzo Ingignoli : Hugo
- Tatiana Gousseff : Tina
- Franc Bruneau : Saul
- Baptiste Sornin : Orlando
- Véronica Novak : Tatika
- Wim Willaert : Bulliard